# 라몬 카세레스
라몬 카세레스(Ramón Cáceres, 1866년 12월 15일 ~ 1911년 11월 19일)는 도미니카 공화국의 21대 대통령이다.
전 대통령인 카를로스 펠리페 모랄레스의 부통령으로 재직하다가 1906년 2월 12일 대통령에 선출되었으나 1911년 11월 19일 암살당했다.
사후 그의 죽음으로 도미니카 공화국은 혼란에 빠지고 1916년 미국이 개입해 도미니카 공화국을 점령하게 된다.